# Syntrichura melaena
Syntrichura melaena là một loài bướm đêm thuộc phân họ Arctiinae, họ Erebidae.